# Citroën Nemo

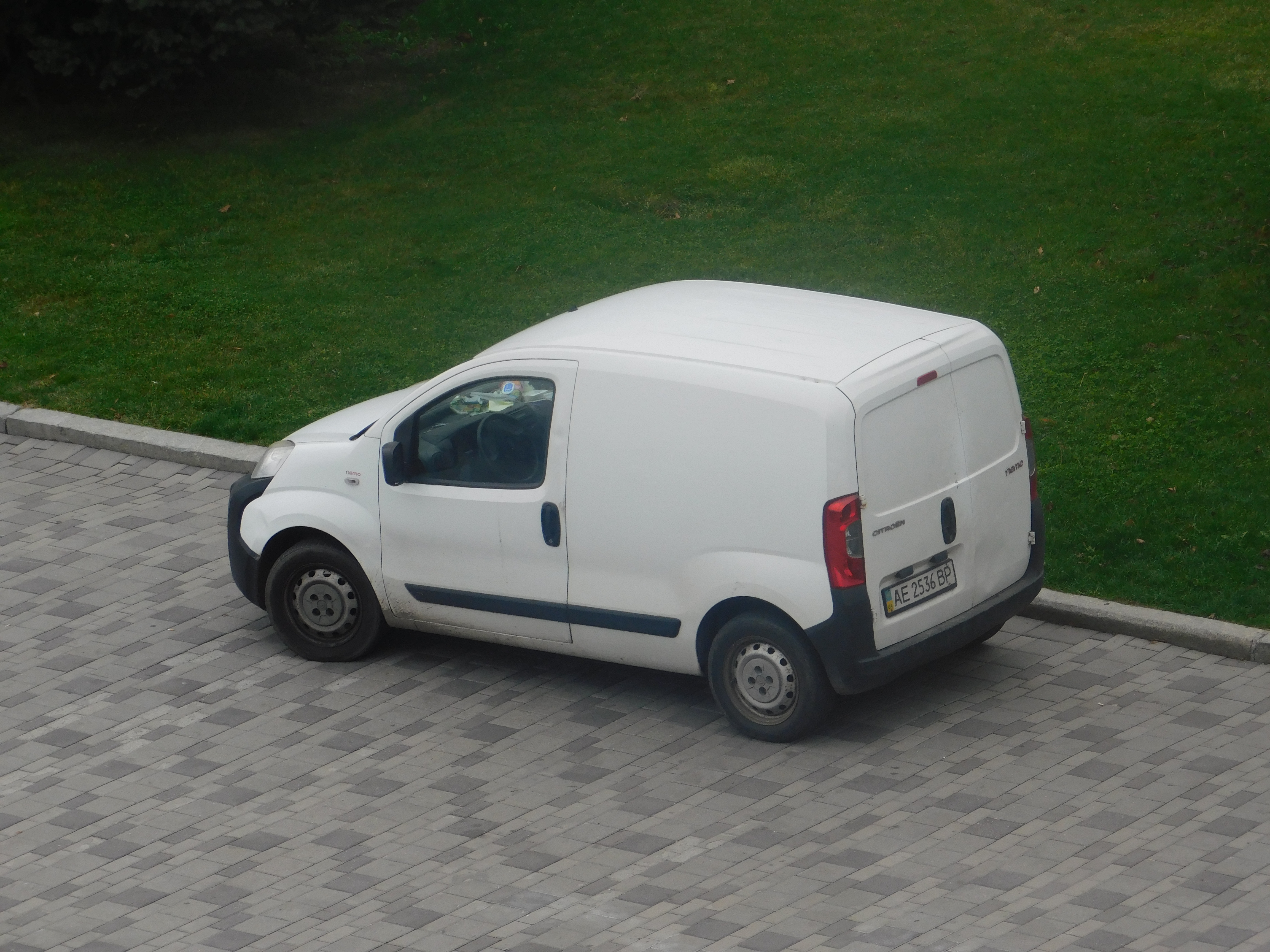
Citroën Nemo

Citroën Nemo är ett mindre nyttofordon/skåpbil som presenterades 2008. Den utvecklades i samarbete med Peugeot och Fiat, vars derivat Bipper och Fiorino är näst intill identiska med Nemo.
Nemo är mindre än Berlingo-modellen och har inte någon egentlig föregångare inom Citroën. Modellen är 3,86 meter lång och har dubbla bakdörrar och sidoskjutdörrar till lastutrymmet, som har en volym på 2,5 kubikmeter. Nemo erbjuds med en bensinmotor på 75 hk alternativt en dieselmotor på 70 hk. Den sistnämnda är i Sverige klassad som miljöbil.